# Agne
Agne (também conhecido como Agni Skjálfarbondi; em nórdico antigo: Agni; em lituano:  Agne, em inglês:  Agni, em islandês:  Agni, em norueguês:  Agne) foi um rei lendário da tribo germânica Suíones (em nórdico antigo: Svíar; em sueco:  Svear; em anglo-saxão: Sweonas), residente na área da atual Svealand na Suécia. Pertenceu à Dinastia dos Inglingos, sendo filho do rei Dagero, o Sábio, e pai dos reis co-regentes Alarico e Érico I.
Este rei foi mencionado em: Lista dos Inglingos (poema escáldico do poeta norueguês Tjodolfo de Hvinir do século IX), Saga dos Inglingos (saga do historiador islandês Snorri Sturluson do século XIII), e História da Noruega (crónica histórica de um clérigo norueguês anônimo do século XII).
A Saga dos Inglingos conta: Agne - um grande guerreiro e homem de ação - comandou uma expedição de pilhagem à Finlândia, onde derrotou o chefe local Frosti e enlevou e desposou a filha deste, Skjalf. No regresso à Suécia, a esposa convenceu-o a fazer uma festa de homenagem fúnebre a seu pai, onde Agne embriagou-se. Aproveitando a situação, Skjalf pôs um colar de ouro à volta do pescoço dele e o enforcou. Em seguida fugiu para a Finlândia, abandonando os dois filhos Alarico e Érico.